# فولوسكو

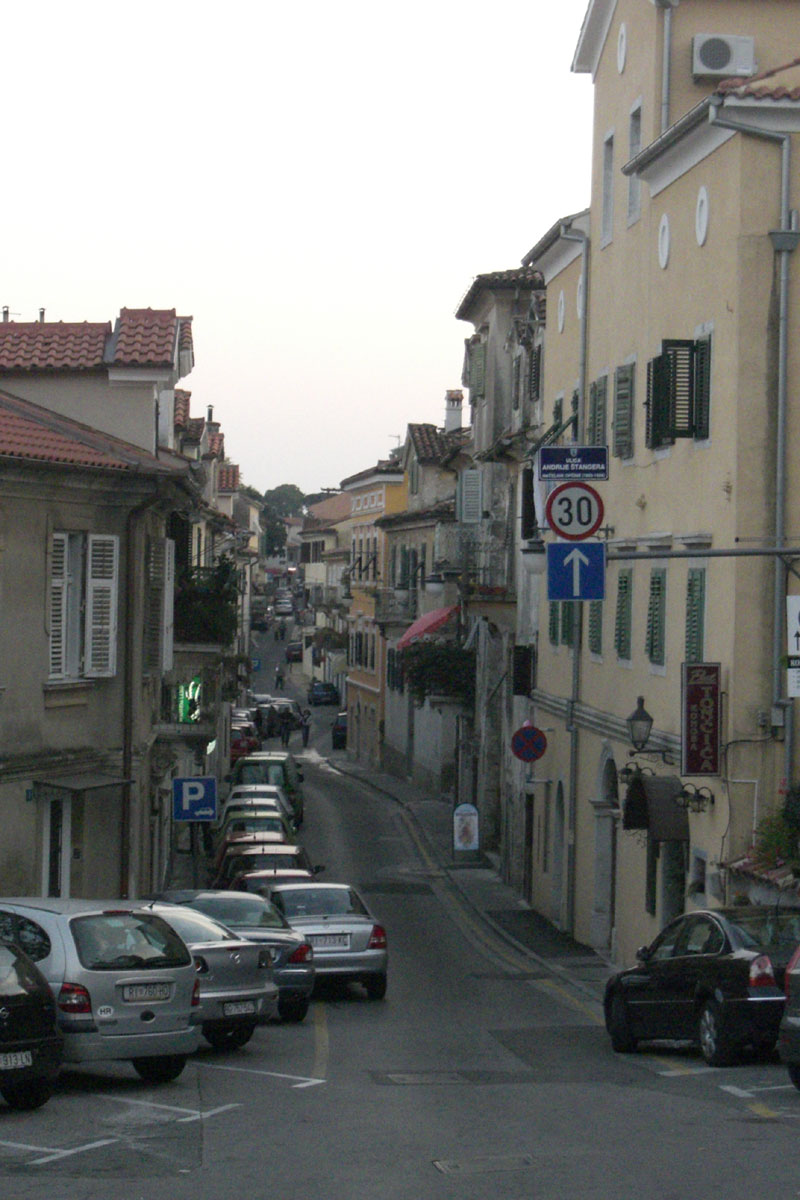
شوارع فولوسكو

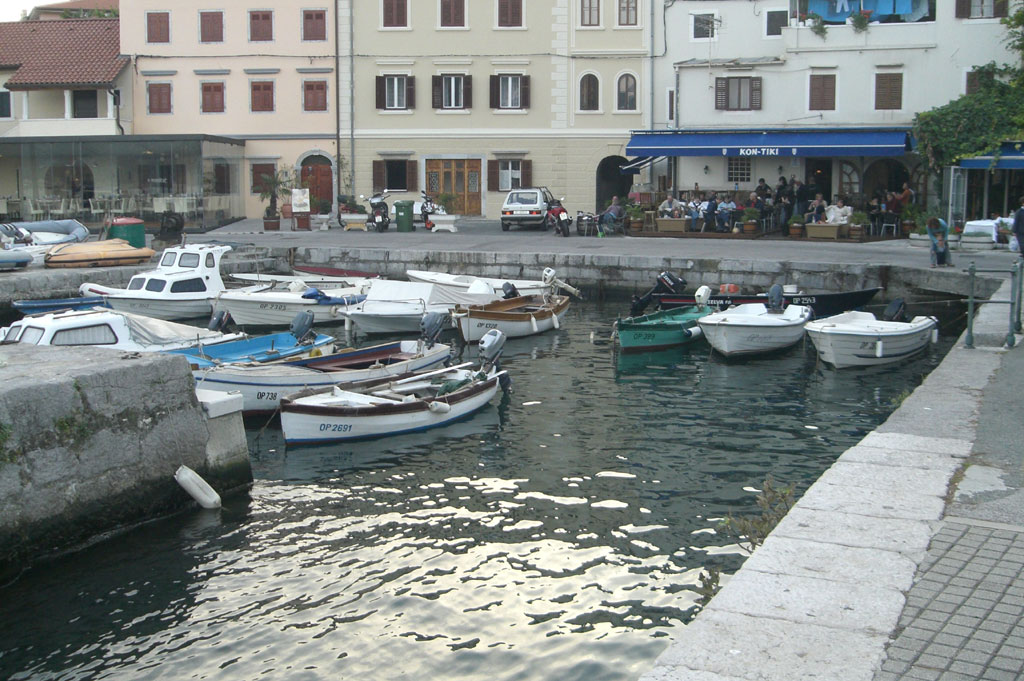
ميناء صغير "Mandrač" في فولوسكو

فولوسكو (الإيطالية: Volosco, Volosca) هي جزء من مدينة أوباتيا، ومكانها في خليج كفارنر غرب كرواتيا. وهي تقع في شمال أوباتيا على الطريق المؤدي إلى كاستاف ورييكا. اسمها مشتق من اسم الإله السلافي فيليس.

## شخصيات مشهورة
- ياكوب كرال، مولود في فولوسكو.
- أندريا موهوروفيتش، مولود في فولوسكو.
- جيولا أندراسي، مولود في فولوسكو.
- إميل ساكس، تُوفي في فولوسكو.

## موقع تصوير
صُورت العديد من مشاهد فيلم "The Legacy Run"  في فولوسكو. الفيلم ، الذي صُوِرَ جزء كبير منه في منطقة أوباتيا-رييكا، هو مقدمة مبدئية لسلسلة التلفزيون الدولية "Sport Crime".